# Huldenberg
Huldenberg è un comune belga di 9 261 abitanti nelle Fiandre (Brabante Fiammingo).